# Чёрная Угормица

Чёрная Угормица — река в России, протекает в Усть-Кубинском районе Вологодской области. Устье реки находится в 3 км по левому берегу реки Угорма. Длина реки составляет 10 км.
Исток Чёрной Угормицы находится в лесах в 23 км к юго-западу от Харовска. Река течёт на юго-восток по ненаселённому лесу, крупных притоков нет. Впадает в Угорму у нежилой деревни Бобровское (Заднесельское сельское поселение).

## Данные водного реестра
По данным государственного водного реестра России относится к Двинско-Печорскому бассейновому округу, водохозяйственный участок реки — озеро Кубенское и реки Сухона от истока до Кубенского гидроузла, речной подбассейн реки — Сухона. Речной бассейн реки — Северная Двина.
По данным геоинформационной системы водохозяйственного районирования территории РФ, подготовленной Федеральным агентством водных ресурсов:
- Код водного объекта в государственном водном реестре — 03020100112103000006167
- Код по гидрологической изученности (ГИ) — 103000616
- Код бассейна — 03.02.01.001
- Номер тома по ГИ — 03
- Выпуск по ГИ — 0